# Tiroxina
La tiroxina, también llamada tetrayodotironina (usualmente abreviada T4), es el principal tipo de hormona tiroidea secretada por las células foliculares de la glándula tiroides.

## Síntesis y regulación

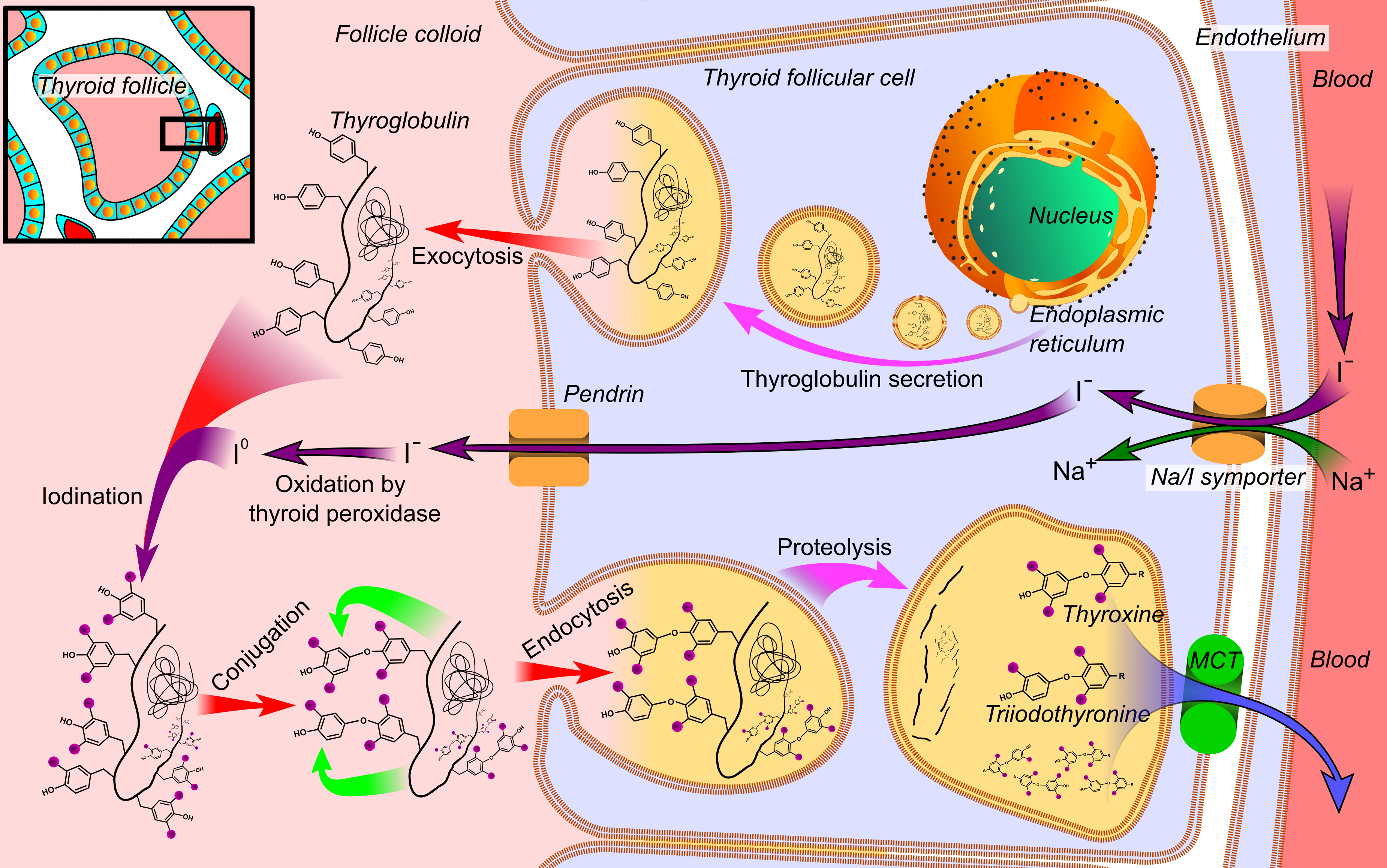
Síntesis de las hormonas tiroideas, con el producto final tiroxina vista en la parte inferior derecha.

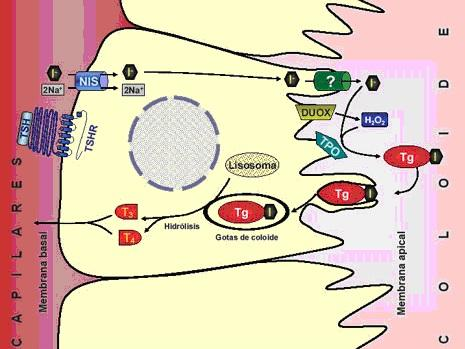
Síntesis

La tiroxina (T4) tiene 4 átomos de yodo. La cantidad diaria de yodo necesaria para el organismo es de 80 a 200 microgramos. El yodo se toma como yoduro y en el intestino se reduce a yoduro iónico que es absorbido rápidamente por la tiroides. Una vez en la tiroides se incorpora a un aminoácido, la tirosina, su unión covalente requiere de la tiroperoxidasa (TPO) que unirá las porciones fenilas de los residuos del aminoácido. La asociación de una molécula de yodo a la tirosina produce monoyodotirosina (T1) y diyodotirosina (T2), la unión de dos T2 dará lugar a la tiroxina T4.
Todos estos elementos se combinan en el complejo TGB, que es el almacén de las hormonas tiroideas y que por hidrólisis pasarán a la sangre.
Para pasar a la sangre se requiere de la ayuda de un transportador, llamado proteína transportadora de compuestos yodados ( PBI).
La hormona que regula la función tiroidea y que se produce en la hipófisis, se llama “hormona estimulante del tiroides” (TSH), funciona de la siguiente manera: cuando el nivel de hormonas tiroideas está por debajo de lo normal, la hipófisis lo detecta y aumenta la producción de TSH que estimula la tiroides para liberar más hormona tiroidea, y viceversa, si por el contrario el nivel de hormonas tiroideas es muy elevado la hipófisis se frena y con ella la producción de TSH.

## Transporte
A partir de la T2 (DIT) se forma la T4, que se almacena en el tiroides como tiroglobulina (junto con la triyodotironina o T3). Según las necesidades se fraccionarán por hidrólisis en el propio tiroides liberando T4 (y T3).  Pasarán a la sangre como T4 (y T3) unido a proteínas, principalmente a la globulina fijadora de tiroxina (TBG), y, en menor medida, a la transtiretina y albúmina, en un 99,97 %, siendo solo un 0,03 % T4 libre (hormona activa). Una vez liberada en el sistema circulatorio, la tiroxina tiene una vida media de una semana.

## Efectos

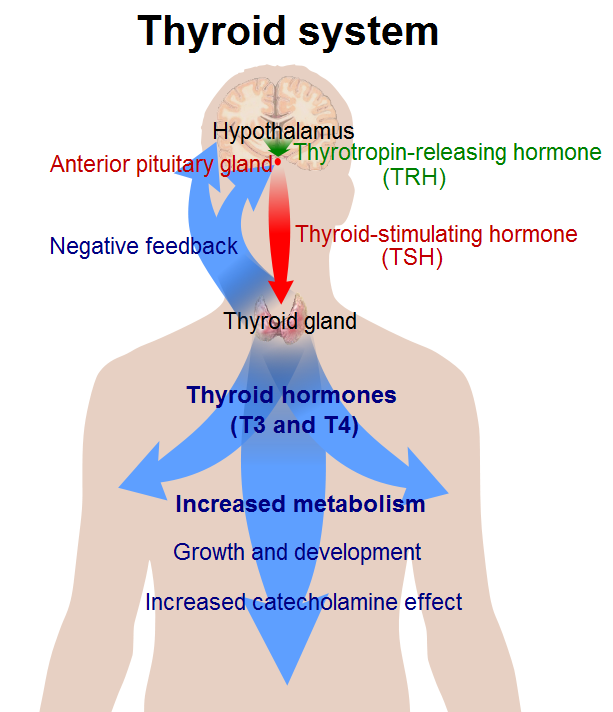
El sistema de hormona tiroideas T_{3} y T_{4}.

La tiroxina es la prohormona y reserva de la hormona tiroidea activa triyodotironina (T3), que es alrededor de cuatro veces más potente. La T4 es convertida en los tejidos por deyodinasas, incluyendo la hormona tiroidea yodo peroxidasa (TPO), a T3. El isómero "D" es llamada "Dextrotiroxina" y es usado como un agente modificador de lípidos.
La tiroxina regula el metabolismo celular. La hiposecreción de la hormona tiroidea ralentiza el metabolismo, lo que puede producir aumento de peso, debilitamiento muscular, aumento de la sensibilidad al frío, disminución del ritmo cardiaco y una pérdida de las actividades mentales de alerta. La hipersecreción acelera el metabolismo, produciendo aumento del apetito, pérdida de peso, irritabilidad, nerviosismo, taquicardia e intolerancia a los lugares cálidos.
La tiroxina junto con la hormona del crecimiento, interviene en la regulación del crecimiento corporal, especialmente del sistema nervioso. Durante el desarrollo del feto un déficit en tiroxina produce la formación de un número menor de neuronas. Un déficit de la hormona tiroidea durante los primeros años de vida ocasiona una menor estatura y un desarrollo menor de los órganos reproductores y del cerebro.
La tiroxina también actúa en vertebrados, como los peces y los anfibios.
El salmón es un pez que inicia su vida en agua dulce, luego emigra al agua salada y finalmente vuelve al agua dulce a desovar y morir. 
En el agua dulce, esta tiende a entrar dentro del pez por ósmosis, mientras que en el agua salada puede deshidratarse por pérdida de agua; La hormona tiroxina genera los cambios metabólicos que permiten al salmón pasar de un medio a otro sin reventar o deshidratarse.
En los anfibios, cuando los niveles en sangre de tiroxina se elevan, desencadenan la metamorfosis. La hormona del crecimiento de las ranas controla el crecimiento posterior a la metamorfosis. En la mayoría de los vertebrados, como las aves y serpientes, la tiroxina controla el cambio estacional del plumaje o la piel.

## Historia
El farmacéutico y científico americano Edward Calvin Kendall, fue el primero en aislar de forma pura (cristalina) la tiroxina. Lo hizo en 1914 en la Clínica Mayo a partir de un hidrolizado de extractos de glándulas tiroideas de cerdo. Fue este logro junto con el descubrimiento de la fórmula de esta hormona por parte de Charles Robert Harington, lo que permitió que algunos años más tarde, este, junto a George Barger, sintetizaran por primera vez la tiroxina.

## Medición
La tiroxina es una hormona hidrófoba, por lo que viaja por el torrente sanguíneo ligada a una proteína hidrofílica trasportadora de unión específica: la globulina fijadora de la tiroxina (TBG). Esta aumenta la vida media biológica de la hormona y su concentración plasmática (se evita así que sean excretadas por el hígado y el riñón), pudiendo dar lugar esto último a concentraciones totales y libres de tiroxina diferentes.
A la hora de interpretar clínicamente la cantidad de hormona en sangre, habría que tener en cuenta este detalle y suponer la concentración de proteína fijadora; algo complicado dado que puede variar significativamente con el ambiente nutricional y hormonal del paciente. Por ello, la mayoría de los laboratorios clínicos utilizan un método de medida que detecte sólo la hormona libre (que es la forma activa), evitando así problemas de interpretación de concentraciones totales de hormona. Por lo tanto, podemos medir la tiroxina como tiroxina libre o como tiroxina total, es decir, la hormona libre en solución más la que está ligada a la proteína transportadora.
Se define el parámetro índice de tiroxina libre como concentración de tiroxina libre multiplicada por la captación de hormona tiroidea, que resulta en la medición de las globulinas fijadoras de tiroxina no unidas.
La medición de la tiroxina y demás elementos tiroideos, permiten diagnosticar enfermedades relacionadas con la glándula tiroidea, tales como el hipotiroidismo (alta concentración de TSH y baja concentración de hormonas tiroideas en sangre) y el hipertiroidismo (baja concentración de TSH y alta concentración de hormonas tiroideas en sangre).
El rango normal de T4 para un adulto es 4 - 11 mcg/dL.

## Reacciones

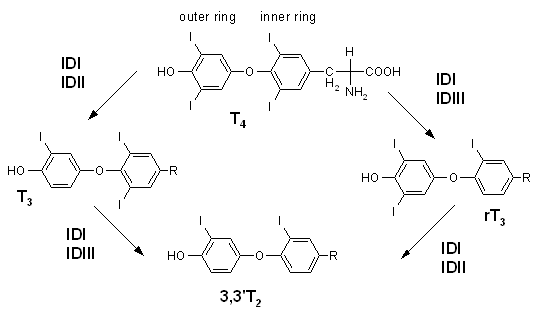
Transformaciones

## Enfermedades
La alteración de las concentraciones normales de las hormonas tiroideas, es decir, de la tiroxina, junto con otros elementos o componentes biológicos del sistema endocrino, da lugar al hipotiroidismo o al hipertiroidismo (disminución o aumento de la hormona, respectivamente). De esta manera, pueden manifestarse enfermedades como:
- Bocio simple: es un aumento parcial o total de la glándula tiroides debido a un déficit de yodo o de tiroxina.
- Cretinismo o hipotiroidismo congénito: una enfermedad provocada por la ausencia congénita de tiroxina.
- Tiroiditis de Hashimoto: se produce una destrucción de las células tiroideas y la consiguiente disminución de los niveles de hormonas tiroideas debido a la acción de un anticuerpo sobre estas células.
- Enfermedad de Graves: es una excesiva producción de tiroxina con un consiguiente aumento de la actividad metabólica.
- Bocio multinodular tóxico o tirotoxicosis: es la manifestación simultánea de la enfermedad de Graves y el bocio multinodular simple (hipertiroidismo).[15] Su causa no está clara, pero se sospecha que tenga un origen autoinmune.

También son muy comunes diferentes tipos de cáncer tiroideo: 
- Carcinoma papilar tiroideo.
- Carcinoma folicular tiroideo: se origina en las células foliculares, que son las que producen las hormonas tiroideas.
- Cáncer medular tiroideo: se origina en las células C productoras de calcitonina.
- Cáncer anaplásico.[16]